# Онондага (язык)
Онондага (англ. Onondaga language, самоназвание — Onoñdaʼgegáʼ nigaweñoʼdeñʼ (американский вариант) / Onǫdaʼgegáʼ nigawęoʼdęʼ [onũdaʔɡeɡáʔ niɡawẽoʔdẽʔ]) — язык одноимённого народа, относящийся к северной ветви ирокезских языков. Распространён в США (центральная часть штата Нью-Йорк) и вблизи канадского города Брантфорд (провинция Онтарио). По данным Ethnologue, имеется 52 носителя языка (на 2007 год), из них 40 в Канаде и 12 в США. Большинство говорящих — люди старшего поколения, в быту также используют английский.
Онондага — полисинтетический язык, обладающий развитой словоизменительной морфологией, основанный на глагольных формах. Порядок слов — свободный, зависящий от различных факторов речи.
Письменность языка онондага — на основе латинского алфавита; используются диакритические знаки. Существует также раскладка клавиатуры для языка онондага.

## Классификация
Онондага — канадский индейский язык, относящийся к семье ирокезских языков, к ветви северных ирокезских языков. Язык относится к группе озёрных ирокезских языков, к собственно ирокезским языкам («языкам пяти племён»).

## Письменность
Алфавит для языка онондага существует на основе латиницы и состоит из 22 букв:
| A a | С с | D d | E e | G g | H h | I i | J j |
| K k | L l | N n | O o | Q q | R r | S s | T t |
| U u | W w | Y y | X x | Z z | ’   |     |     |

В записанном алфавите опущены носовые гласные из-за разногласий в правилах записи.
Существует два сообщества носителей и каждое использует собственные правила орфографии. Однако в словарях чаще используются стандартизированные для ирокезских языков правила.
Ударение в онондага обозначается акутом.

## Лингвогеография и современное положение

### Ареал и численность
Большинство представителей народа живут в индейской резервации Онондага к югу от города Сиракьюс. На юге провинции Онтарио, близ Брантфорда, в Канаде также есть маленькая община в резервации Сикс-Нейшенс. Носители языки в основном — престарелые.
Согласно данным Ethnologue (XIX издание) и лингвисту Виктору Голла, численность народа онондага составляет 1600 человек, при этом носителей языка — всего 52. Согласно Голла, в США около 12 человек говорит на онондага, ещё 40 носителей живёт в Канаде.
Есть и другие данные. К примеру, World Oral Literature Project и Ethnologue XVI издания (2009) заявляют, что при численности народа в 18 173 человека носителями являются 90 человек: 75 носителей в Канаде и 15 в США. Согласно Атласу языков мира в опасности (англ. Atlas of the World’s Languages in Danger), в мире всего около 10 носителей языка онондага.
Перепись населения США 1990 года сообщает о 29 носителях языка. Другие исследователи сообщают об около 50 носителях языка в Канаде и ещё 15 в США.

### Социолингвистические данные
Национальный языковой центр онондага (англ. The Onondaga Nation Language Center) с 2010 года проводит курсы языка для детей и взрослых. Дети изучают язык онондага в государственной школе. Центр заплатил пятнадцати взрослым, чтобы те выучили язык и начали преподавать его другим.
Язык получил статус признанного как индейский язык — язык людей, которые жили здесь до прихода европейцев. Написано несколько словарей для языка онондага.
Ныне язык используется на некоторых церемониях, таких как свадьбы и похороны. Язык часто используется и в других религиозных ритуалах, таких как Церемония Открытия (англ. Opening Ritual). Онондага также используется в политике, на Совете вождей и при чтении законов.

### Диалекты
У языка онондага два диалекта: канадский и американский. На них говорят сообщества из Онтарио и Нью-Йорка, соответственно. Они отличаются в основном орфографией. К примеру, в Канаде носовые звуки принято обозначать огонэком (ę и ǫ), а в США принято писать n с тильдой после гласного (eñ и oñ).

## История
Онондага, как язык коренных народов, привлекал к себе миссионеров, которые начиная с XVIII века изучали грамматику языка. Среди них был Дэвид Цайзбергер, который в 1740-х составил очерк, посвящённый грамматике онондага. В середине XIX века американский историк Джон Ши составил французско-онондагский словарь, основываясь на рукописях XVII века.
Как и многие другие индейские племена, народ онондага угнетался американскими захватчиками ещё с XIX века. Родной язык коренного народа запрещался, говорящие на нём в школе наказывались. Таким образом английский постепенно вытеснял язык онондага в повседневной жизни.
Благодаря усилиям жителей общины онондага, в их индейской резервации было разрешено использовать язык на некоторых церемониях, таких как свадьбы и похороны.
В середине 1970-х годов Совет вождей Онондага (англ. Onondaga Council of Chiefs) потребовал изменения в школьном курсе. Совет добился разрешения на проведение уроков национального языка ещё с детского сада.

## Лингвистическая характеристика

### Фонетика и фонология

#### Гласные
Ниже в таблице представлены согласные звуки языка онондага:
|         |          | Передние                            | Средние | Задние                            |
| ------- | -------- | ----------------------------------- | ------- | --------------------------------- |
| Верхние | Оральные | [i] ⟨i⟩, [iː] ⟨i:⟩                  |         | [u] ⟨u⟩, [uː] ⟨u:⟩                |
| Верхние | Носовые  |                                     |         | [ũ] ⟨ǫ⟩ / ⟨oñ⟩, [ũː] ⟨ǫ:⟩ / ⟨oñ:⟩ |
| Средние | Оральные | [e] ⟨e⟩, [eː] ⟨e:⟩                  |         | [o] ⟨o⟩, [oː] ⟨o:⟩                |
| Средние | Носовые  | [ẽ] ⟨ę⟩ / ⟨eñ⟩, [ẽː] ⟨ę:⟩ / ⟨eñ:⟩   |         |                                   |
| Нижние  | Нижние   | [æ] ⟨æ / a / ä⟩, [æ] ⟨æ: / a: / ä:⟩ |         | [ɑ] ⟨a⟩, [ɑ] ⟨a:⟩                 |

В онондага имеется 5 оральных гласных звуков — [i], [e], [o], [æ], [a], и 2 назальных — [ẽ] и [ũ]. Назальные гласные, как и в других ирокезских языках, принято записывать с огонэком (в Канаде), в США принято обозначать с последующим ⟨ñ⟩ (eñ и oñ). Все гласные могут быть как краткими, так и долгими. Долгота гласных отмечается на письме знаком ⟨:⟩ после буквы.

#### Согласные
Ниже в таблице представлены согласные звуки языка онондага:
|               |     |     | Альвеолярный | Альвеолярный | Постальвеолярный / Палатальный | Постальвеолярный / Палатальный | Заднеязычный | Заднеязычный       | Глоттальный | Глоттальный |
| ------------- | --- | --- | ------------ | ------------ | ------------------------------ | ------------------------------ | ------------ | ------------------ | ----------- | ----------- |
| Взрывной      |     |     | [tʰ]         | ⟨t⟩          |                                |                                |              |                    |             |             |
| Взрывной      |     |     | [t]          | ⟨t⟩, ⟨d⟩     |                                |                                | [k]          | ⟨k⟩, ⟨g⟩, ⟨c⟩, ⟨q⟩ | [ʔ]         | ⟨’⟩         |
| Взрывной      |     |     | [d]          | ⟨d⟩          |                                |                                | [g]          | ⟨g⟩                |             |             |
| Аффриката     |     |     |              |              | [dʒ]                           | ⟨j⟩                            |              |                    |             |             |
| Фрикативный   |     |     | [s]          | ⟨s⟩          |                                |                                |              |                    | [h]         | ⟨h⟩         |
| Фрикативный   |     |     | [ʃ]          | ⟨c⟩          |                                |                                |              |                    |             |             |
| Сонорный      |     |     | [n]          | ⟨n⟩          |                                |                                |              |                    |             |             |
| Аппроксиманты | [w] | ⟨w⟩ |              |              | [j]                            | ⟨y⟩                            |              |                    |             |             |

Так как звуки [b], [f], [m], [p] не встречаются в исконных словах, в онондага заменяются некоторые из этих звуков, например, ⟨p⟩ заменяется на ⟨q⟩, а ⟨f⟩ — на ⟨w⟩: Peter — Quiter, Frederick — Wrederick и т. п.
Буква q в стандартном ирокезском алфавите обозначает звук [k].
Перед буквами ⟨e⟩ и ⟨i⟩ буква ⟨c⟩ читается как [z], в остальных случаях как [k]. ⟨t⟩ перед ⟨i⟩ читается как [tʰ].

#### Дифтонги
Дифтонги языка онондага: ae, ai, ee, ei, eu, ii.

### Морфология
В онондага семь частей речи: существительное, глагол, местоимение, наречие, предлог, союз и междометие (иногда выделяют частицу). Они определяются в соответствии с их внутренним содержанием. Существительное и глагол можно отличить исходя из того, какие аффиксы они присоединяют (частицы, за редким исключением, аффиксов не присоединяют). Корни подразделяются на корни существительных и глаголов: например, -nųhs- «дом» — корень существительного, а -adawę- «плавать» — корень глагола.

#### Существительное
У существительного в языке онондага три рода — мужской, женский и средний (к среднему роду относятся все существительные, которые не имеют и не присоединяют приставок) — и два числа — единственное и множественное. Падежи не выделяются, хотя добавление приставки s- считается звательным падежом: unque «человек» — sunque, а добавление суффикса -ge — местным падежом: ochneca «вода» — ochnecáge «в воде».
Показателем множественного числа является суффикс -schóh: ganhóchwa «дверь» — ganhóchwaschóh «двери»; в словах, которые заканчиваются -a, -e и -o, показатель — -nnie: ononta «гора» — onontannie «горы»; другими показателями множественности являются -hogu и -ogu: unque «человек» — unquehogu «люди»; существительные, к которым присоединилось прилагательное «длинный, высокий» образуют множественное число путём добавления гласного -o: garontes «высокое дерево» — garontéso «высокие деревья».
Некоторые существительные пишутся в единственном и множественном числах одинаково, например otschiónta «рыба/рыбы», tschióchara «голубь/голуби».

##### Инкорпорация
Поскольку онондага — полисинтетический язык, основанный на глагольных формах, существительные также образуют инкорпорацию с глаголами, например: wa’hayę’kwahní:nu’ «он купил табак», где «табак» (-yę’kw-) составляет инкорпорацию с глаголом «купить» (-hninu-).
Существительное-агенс не может образовывать инкорпорацию:
| hate’se:’            | ne’otsi’kta’    |
| 3MS-refl-ползать-asp | le-pre-вошь-suf |
| «вошь ползает»       |                 |

#### Глагол
Глагол в языке онондага состоит как минимум из местоименной приставки, определяющей участников ситуации, морфологически простой или составной основы, выражающей ситуацию или состояние, и суффикса аспекта, показывающего, как ситуация, выраженная основой, происходит во времени. Перед местоименной приставкой может также стоять ещё одна приставка, несущая дополнительное значение. Местоименная приставка может выражать и агенс, и пациенс ситуации — число, род, лицо глагола.
Неэргативные глаголы никогда не допускают инкорпорации с существительными, в отличие от аккузативных.

#### Прилагательное
Большинство прилагательных в языке онондага соединяется с определяемым существительным: eniage «рука», ostwi «маленький» — eniastwi «маленькая рука»; пример несоединяемого прилагательного: gazheta tiodwenoni «круглое стекло».
Большинство прилагательных различается по родам: unquetio «он хороший» — junquetio «она хорошая» — gunquetio «оно хорошее». Не различаются по родам прилагательные, которые не соединяются с существительными, например, orhésta «белый».
У прилагательных есть времена — настоящее и будущее (у некоторых только настоящее или ни одного):
| Инфинитив | Настоящее       | Будущее     |
| --------- | --------------- | ----------- |
| tiógaras  | tiogarásqua     | ’njogarak   |
| тёмный    | темно (сейчас)  | будет темно |
| otariché  | otarichóchqua   | ’njotariche |
| жаркий    | жарко (сейчас)  | будет жарко |
| ochranuwe | ochquanuwésqua  |             |
| влажный   | влажно (сейчас) |             |

#### Местоимение

##### Притяжательное местоимение
В языке онондага притяжательные местоимения выражаются приставками:
| Лицо, число    | На онондага   | Перевод     |
| -------------- | ------------- | ----------- |
| 1 лицо, ед. ч. | giattatige    | «мой брат»  |
| 2 лицо, ед. ч. | tschiattátege | «твой брат» |
| 3 лицо, ед. ч. | hatattage     | «его брат»  |
| 1 лицо, мн. ч. | t’wattatége   | «наш брат»  |
| 2 лицо, мн. ч. | s’wattatège   | «ваш брат»  |
| 3 лицо, мн. ч. | hunnatatège   | «их брат»   |

#### Числительное

##### Количественные числительные
Количественные числительные в онондага:
|    | На русском  | На онондага             |      | На русском    | На онондага                           |
| -- | ----------- | ----------------------- | ---- | ------------- | ------------------------------------- |
| 1  | один        | skata                   | 15   | пятнадцать    | wasshè wisk gachera                   |
| 2  | два         | tekeni                  | 17   | семнадцать    | wasshè tschóatak gachera              |
| 3  | три         | achso                   | 20   | двадцать      | t’wasshe                              |
| 4  | четыре      | gajeri                  | 21   | двадцать один | t’wasshe skata                        |
| 5  | пять        | wisk                    | 30   | тридцать      | achso ne wasshè                       |
| 6  | шесть       | achiak                  | 100  | сто           | skata t’wanniawe                      |
| 7  | семь        | tschoatak               | 110  | сто десять    | skata t’wanniawe wasshè ne gachera    |
| 8  | восемь      | tekiro                  | 120  | сто двадцать  | skata t’wanniawe tekeni joshechseróta |
| 9  | девять      | watiro                  | 200  | двести        | t’waenniawe                           |
| 10 | десять      | wasshè                  | 300  | триста        | achso ne t’waenniawe                  |
| 11 | одиннадцать | wasshè skata gachera    | 1000 | тысяча        | ne waenniawechserásshe                |
| 13 | тринадцать  | wasshè achso ne gachera | 2000 | две тысячи    | t’waenniawechserásshe                 |

Числительные skata и tekeni почти всегда соединяются с существительными:
1. в первом случае приставка sk или s ставится в начале слова, окончание ata или tat — в конце: onochsaje «дом» — skenochsata «один дом». Если слово начинается на гласный u, e или i, то следует поставить приставку tsch: unque «мужчина» — tschiunquetat «один мужчина»[23].
2. во втором случае в начале слова ставится приставка t’ или ti, а также окончание age вместо последней буквы/слога: unque «мужчина» — tiunquétage «один мужчина»[23].

Существуют также и исключения: например, skata ochquari и tekeni ochquári.

##### Порядковые числительные
Порядковые числительные в онондага:
|    | На русском | На онондага    |
| -- | ---------- | -------------- |
| 1. | первый     | tistiérechte   |
| 2. | второй     | tekeniwathonta |
| 3. | третий     | áchsowathonta  |
| 4. | четвёртый  | gajeriwathonta |

### Синтаксис
Онондага — полисинтетический язык, обладающий развитой словоизменительной морфологией, основанный на глагольных формах. Порядок слов свободный, зависит от различных факторов речи:
| wa’hayę’kwahní:nu’          |  | hatihnekaéts                  | oę:tá:ki’                   |
| tns-он/оно-табак-купить-asp |  | они/оно-жидкость-собирать-asp | оно-кленовый сироп-asp      |
| он купил табак              |  | они собирают кленовый сироп   | они собирают кленовый сироп |

Прилагательное (если не соединяется с существительным) стоит после существительного, к которому относится: gazheta tiodwenoni «круглое стекло». Однако в отдельном предложении с констатацией факта, прилагательное стоит перед существительным: tiodwenoni gazheta «стекло круглое».
Если прилагательное не соединяется, то стоит перед существительным.